# Gigantour
Le Gigantour est un festival de metal itinérant, créé et organisé par Dave Mustaine (le fondateur de Megadeth), qui réunit chaque année plusieurs grands groupes.

## Premier Gigantour (2005)

### Programmation

#### Scène principale
- Megadeth
- Dream Theater (du 21 juillet au 3 septembre)
- Anthrax (du 6 au 11 septembre)
- Fear Factory
- The Dillinger Escape Plan, Nevermore

#### Seconde scène
- Life of Agony
- Symphony X
- Dry Kill Logic
- Bobaflex

### Dates

#### Juillet
- 21 Fresno, CA - Selland Arena
- 22 Las Vegas, NV - Thomas and Mack Center
- 23 Phoenix, AZ - Cricket Wireless Pavilion
- 24 Irvine, CA - Verizon Wireless Amphitheatre
- 26 Sacramento, CA - The Cove
- 28 San Diego, CA - SDSU Open Air Theater
- 29 Tucson, AZ - Casino Del Sol
- 30 Albuquerque, NM - Journal Pavilion

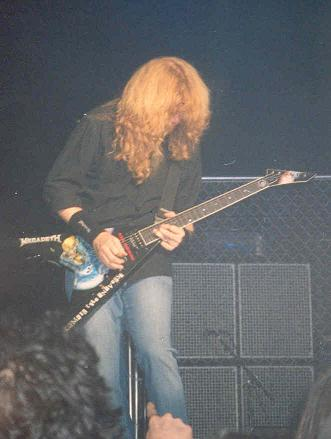
Dave Mustaine lors d'un concert du Gigantour, à Orlando, Floride.

#### Août
- 01 San Antonio, TX - Lonestar Pavilion
- 02 Dallas, TX - Nokia Live
- 03 Corpus Christi, TX - Concrete Street Amphitheater
- 05 Duluth, GA - Arena at Gwinnett Center
- 06 Orlando, FL - Hard Rock Live
- 07 West Palm Beach, FL - Sound Advice Amphitheater
- 08 Tampa, FL - St. Pete Times Forum
- 10 Clarkston, MI - DTE Energy Music Theatre
- 11 Ft. Wayne, IN - Coliseum Expo
- 12 Tinley Park, IL - Tweeter Center
- 13 Milwaukee, WI - Eagles Ballroom Complex
- 14 Cleveland, OH - Tower City Amphitheater
- 16 Cincinnati, OH - Annie's Outdoor Pavilion
- 17 Pittsburgh, PA - Chevrolet Amphitheatre
- 19 Portland, ME - Civic Center
- 20 Manchester, NH - Verizon Wireless Amphitheater
- 21 Poughkeepsie, NY - Mid-Hudson Civic Center
- 23 Wantagh, NY - Jones Beach Amphitheater
- 24 Holmdel, NJ - PNC Bank Arts Center
- 26 Boston, MA - Bank of America Pavilion
- 27 Reading, PA - Sovereign Center
- 28 Atlantic City, NJ - House of Blues
- 30 Darien Lake, NY - Darien Lake Amphitheatre
- 31 Huntington, WV - Big Sandy Superstore Arena

#### Septembre
- 02 Montreal, QC - Centre Bell
- 03 Toronto, ON - Molson Amphitheatre
- 06 Edmonton, AB - Shaw Conference Centre
- 07 Calgary, AB - Stampede Corral
- 09 Vancouver, BC - PNE Coliseum
- 10 Auburn, WA - White River Amphitheater
- 11 Ridgefield, WA - Clark County Amphitheater

## Gigantour 2: Amérique du Nord (2006)

### Programmation

#### Scène principale
- Megadeth
- Arch Enemy
- Lamb of God
- Overkill
- Opeth

#### Seconde scène
- Into Eternity
- Sanctity
- The SmashUp

#### Septembre
- 06 Boise, ID - Idaho Center
- 08 Oakland, CA - Oakland Coliseum
- 09 San Diego, CA - Cox Arena
- 10 San Bernardino, CA - Hyundai Pavilion
- 12 Las Vegas, NV - House Of Blues
- 13 Phoenix, AZ - Dodge Theatre
- 15 Salt Lake City, UT - E Center
- 16 Denver, CO - Coors Amphitheater
- 17 Albuquerque, NM - Journal Pavilion
- 19 Oklahoma City, OK - Zoo Amphitheater
- 21 Milwaukee, WI - Eagles Ballroom
- 22 Chicago, IL - Congress Theatre
- 23 Columbus, OH - Nationwide Arena
- 24 Detroit, MI - DTE Energy Amphitheater
- 25 Toronto, ON - Molson Amphitheater
- 26 octobre, QC - Colisee Pepsi
- 27 Montréal, QC - Centre Bell
- 28 Uniondale, NY - Nassau Coliseum
- 29 Boston, MA - Bank Of America Pavilion
- 30 Holmdel, NJ - PNC Bank Arts Center

#### Octobre
- 01 Atlantic City, NJ - House Of Blues
- 03 Portsmouth, VA - Ntelos Pavilion Harbor Center
- 04 Charleston, SC - The Plex
- 06 Tampa, FL - St. Pete Times Forum
- 07 Sunrise, FL - Bank Atlantic Center
- 08 Orlando, FL - Hard Rock Live

### La fusillade de Dawson
Le 13 septembre 2006, un jeune gothique du nom de Kimveer Gill provoque une fusillade au collège Dawson. Il s'est vite révélé que Gill était un amateur du groupe Megadeth et plus particulièrement de la chanson À tout le monde qu'il aurait écouté en boucle peu avant de passer à l'acte. Rapidement, le leader du groupe, Dave Mustaine, qui fêtait son 45e anniversaire au moment des faits, a annoncé être complètement navré et bouleversé par la tragédie et qu'il n'aurait jamais écrit cette chanson s'il avait su le mal qu'elle pouvait faire.
La chaîne de télévision MTV avait déjà retiré le vidéoclip d'À tout le monde pour éviter de promouvoir le suicide. Megadeth s'était alors défendu en affirmant que la chanson était rassembleuse et appelait les gens à trouver des solutions à leurs problèmes. À la suite des événements, Dave Mustaine a rappelé que sa chanson n'encourageait absolument pas au suicide.
Pour son concert à Montréal le 27 septembre dans le cadre du Gigantour 2006, Dave Mustaine a interprété À tout le monde et l'a dédié aux victimes de la fusillade du collège Dawson et à leur famille.

## Gigantour 2: Australie (2006)

### Programmation
- Megadeth
- Soulfly
- Arch Enemy
- Caliban

### Dates

#### Octobre
- 21 Brisbane - Riverstage
- 22 Sydney - Hordern Pavilion
- 24 Melbourne - Festival Hall

## Gigantour 3: Australie (2007)

### Programmation
- Megadeth
- Static-X
- Lacuna Coil
- DevilDriver
- Bring Me the Horizon

### Dates

#### Novembre
- 10 Perth - Metro City
- 12 Adelaide - Thebarton Theatre
- 13 Melbourne - Festival Hall
- 15 Sydney - Luna Park Big Top
- 16 Sydney - Luna Park Big Top
- 18 Brisbane - Riverstage

## Gigantour 3: Amérique du Nord (2008)
La décision d'abaisser à cinq au lieu de huit le nombre de groupe dans la tournée a pour but de donner plus de temps sur scène à chaque groupe et d'améliorer certains aspects de la tournée afin de donner la meilleure spectacle possible, selon Dave Mustaine.

### Programmation
- Megadeth
- In Flames
- Children Of Bodom
- Job For A Cowboy
- High On Fire

### Dates

#### Avril
- 12 - Denver, CO - The Fillmore
- 13 - Albuquerque, NM - Journal Pavilion
- 15 - Dallas, TX - Nokia Theatre at Grand Prairie
- 16 - Corpus Christi, TX - Concrete Street Pavilion
- 17 - Houston, TX - Verizon Wireless Theater
- 19 - Louisville, KY - Louisville Gardens
- 20 - Atlanta, GA - Masquerade Music Park
- 22 - New York, NY - Hammerstein Ballroom
- 23 - New York, NY - Hammerstein Ballroom
- 25 - Worcester, MA - Palladium
- 26 - Columbia, MD - Merriweather Post Pavilion
- 28 - Québec, QC - Pavillon de la Jeunesse
- 29 - Montreal, QC - Centre Bell
- 30 - Toronto, ON - Arrow Hall

#### Mai
- 1 - London, ON - John Labatt Centre
- 3 - Clarkston, MI - DTE Energy Music Theatre
- 4 - Cleveland, OH - Time Warner Cable Amphitheater
- 6 - Chicago, IL - Aragon Ballroom
- 7 - Milwaukee, WI - Eagles Ballroom
- 9 - Minneapolis, MN - Myth
- 10 - Winnipeg, MB - Winnipeg Convention Centre
- 11 - Saskatoon, SK - Prairieland Exhibition Hall
- 12 - Edmonton, AB - Shaw Conference Centre
- 14 - Calgary, AB - The Corral
- 16 - Vancouver, BC - Pacific Coliseum
- 17 - Salem, OR - Salem Armory
- 19 - San Jose, CA - Event Center
- 20 - San Diego, CA - Cox Arena
- 21 - Long Beach, CA - Long Beach Arena
- 22 - Mesa, AZ - Mesa Amphitheatre

## Gigantour 4 (2012)

### Programmation
Megadeth a annoncé le 27 septembre 2011 la liste des groupes participant à l'édition 2012 du Gigantour :
- Megadeth
- Motörhead
- Volbeat
- Lacuna Coil

### Dates
Megadeth a annoncé le 2 novembre 2011 les dates de l'édition 2012 du Gigantour.

#### Janvier
- 26 - Camden, NJ - Susquehanna Bank Center
- 27 - Uncasville, CT - Mohegan Sun Arena
- 28 - New York, NY - Madison Square Garden
- 29 - Lowell, MA - Tsongas Arena

#### Février
- 1 - Glens Falls, NY - Glens Falls Civic Center
- 2 - Québec, QC - Colisée Pepsi
- 3 - Montreal, QC - Centre Bell
- 5 - Kingston, ON - K-Rock Centre
- 7 - Oshawa, ON - General Motors Centre
- 8 - Hamilton, ON - Copps Coliseum
- 9 - Auburn Hills, MI - Palace of Auburn Hills
- 10 - Chicago, IL - Aragon Ballroom
- 12 - Milwaukee, WI - Eagles Ballroom
- 14 - St. Paul, MN - Myth
- 16 - Saskatoon, SK - Prairieland
- 17 - Edmonton, AB - Shaw Conference Centre
- 18 - Calgary, AB - Big 4 Building
- 20 - Abbotsford, BC - Abbotsford Ent & Sports Centre
- 21 - Kent, WA - Showare Center
- 23 - San Jose, CA - Events Center
- 24 - Universal City, CA - Gibson Amphitheatre
- 25 - Phoenix, AZ - Comerica Theatre
- 26 - Albuquerque, NM - Tingley Coliseum
- 28 - Denver, CO - The Fillmore Auditorium